# Wahlbezirk Böhmen 40
Der Wahlbezirk Böhmen 40 war ein Wahlkreis für die Wahlen zum Abgeordnetenhaus im österreichischen Kronland Böhmen. Der Wahlbezirk wurde 1907 mit der Einführung der Reichsratswahlordnung geschaffen und bestand bis zum Zusammenbruch der Habsburgermonarchie.

## Geschichte
Nachdem der Reichsrat im Herbst 1906 das allgemeine, gleiche, geheime und direkte Männerwahlrecht beschlossen hatte, wurde mit 26. Jänner 1907 die große Wahlrechtsreform durch Sanktionierung von Kaiser Franz Joseph I. gültig. Mit der neuen Reichsratswahlordnung schuf man insgesamt 516 Wahlbezirke, wobei mit Ausnahme Galiziens in jedem Wahlbezirk ein Abgeordneter im Zuge der Reichsratswahl gewählt wurde. Der Abgeordnete musste sich dabei im ersten Wahlgang oder in einer Stichwahl mit absoluter Mehrheit durchsetzen. Der Wahlkreis Böhmen 40 umfasste die Gerichtsbezirke Jičín, Sobotka und Libaň, wobei folgende Gemeinden ausgenommen waren:
- aus dem Gerichtsbezirk Jičín die gleichnamige Stadt Jičín (Wahlbezirk 22)
- aus dem Gerichtsbezirk Sobotka die Gemeinden Sobotka und Unterbautzen (Wahlbezirk 22)
- aus dem Gerichtsbezirk Libaň die Gemeinde Kopidlno (Wahlbezirk 22)

Aus der Reichsratswahl 1907 ging der böhmische Agrarier Josef Kotlář als Sieger hervor. Bei der Reichsratswahl 1911 setzte sich sein Parteikollege Bohumír Bradáč durch.

## Wahlergebnisse

### Reichsratswahl 1907
Die Reichsratswahl 1907 wurde am 14. Mai 1907 (erster Wahlgang) durchgeführt. Die Stichwahl entfiel auf Grund der absoluten Mehrheit für Kotlář im ersten Wahlgang.
| Kandidat                                                                      | Partei                                  | Wahlkreis- stimmen | Prozent |
| ----------------------------------------------------------------------------- | --------------------------------------- | ------------------ | ------- |
| Josef Kotlář                                                                  | Tschechische Agrarpartei                | 5963               | 59,3 %  |
| František Hoffmann                                                            | Tschechische Sozialdemokratische Partei | 1940               | 19,3 %  |
| Josef Doležal                                                                 | Jungtschechen                           | 1173               | 11,7 %  |
| František Kolbaba                                                             | Tschechisch national-soziale Partei     | 836                | 8,3 %   |
|                                                                               | Sonstige Parteien                       | 148                | 1,5 %   |
| Wahlberechtigte: 11.618, Ungültige/Leere Stimmen: 94, Wahlbeteiligung: 89,9 % |                                         |                    |         |

### Reichsratswahl 1911
Die Reichsratswahl 1911 wurde am 13. Juni 1911 durchgeführt. Die Stichwahl entfiel auf Grund der absoluten Mehrheit für Kotlář im ersten Wahlgang.
| Kandidat                                                                       | Partei                                  | Wahlkreis- stimmen | Prozent |
| ------------------------------------------------------------------------------ | --------------------------------------- | ------------------ | ------- |
| Bohumír Bradáč                                                                 | Tschechische Agrarpartei                | 5796               | 62,6 %  |
| Josef Kolbaba                                                                  | Tschechisch national-soziale Partei     | 1730               | 18,7 %  |
| František Kurka                                                                | Tschechische Sozialdemokratische Partei | 1173               | 12,7 %  |
| Václav Vach                                                                    | Tschechische Christlichsoziale Partei   | 438                | 4,7 %   |
|                                                                                | Agrarier                                | 86                 | 0,9 %   |
|                                                                                | Sonstige Parteien                       | 42                 | 0,5 %   |
| Wahlberechtigte: 11.980, Ungültige/Leere Stimmen: 104, Wahlbeteiligung: 78,2 % |                                         |                    |         |